# Siriella roosevelti
Siriella roosevelti är en kräftdjursart som beskrevs av W. M. Tattersall 1941. Siriella roosevelti ingår i släktet Siriella och familjen Mysidae. Inga underarter finns listade i Catalogue of Life.